# HMS

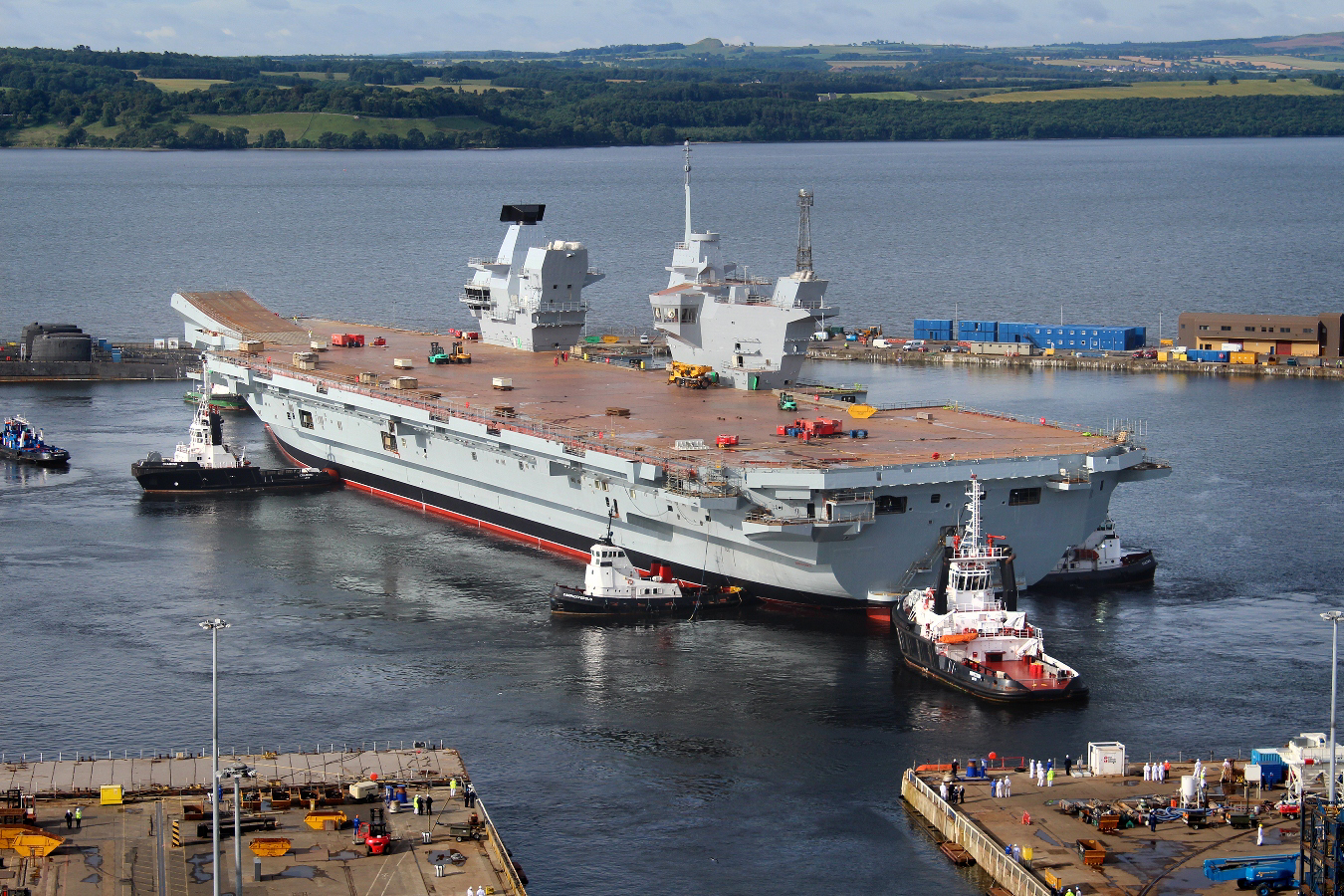
Skeppet "HMS Queen Elisabeth", brittiska flottans dittills största skepp, sjösätts 2014.

För det svenska IT-bolaget, se HMS Networks AB
För Hälsa, Miljö och Säkerhet, se Hälsa, miljö och säkerhet
HMS är i Sverige en förkortning för Hans Majestäts Skepp eller Hennes Majestäts Skepp och används före namnet på fartyg i den svenska flottan. För äldre fartyg fram till början av 1930-talet användes ”HM”, Hans Majestäts, vilket skall följas av fartygstyp och namnet. Exempel: H.M. korvett Freja.
I Storbritannien står samma förkortning för Her Majesty's Ship eller His Majesty's Ship och den har använts i Royal Navy sedan 1660-talet.

## Motsvarande benämningar i andra länder
- I de kejserliga tyska och österrikiska marinerna användes motsvarande beteckning S.M.S., Seiner Majestät Schiff
- USA använder beteckningen USS, United States Ship
- I Norge användes förkortningen KNM, Kongelig Norsk Marine
- I Nederländerna används prefixet Zr.Ms., Zijner Majesteits